# Interstate Highway System
L'Interstate Highway System è il sistema autostradale degli Stati Uniti d'America. La denominazione per esteso è Dwight D. Eisenhower National System of Interstate and Defense Highways, dal nome del Presidente degli Stati Uniti d'America che era in carica al momento della creazione della rete, Dwight Eisenhower.
La costruzione delle autostrade statunitensi è finanziata dal governo federale che ne stabilisce anche le norma di realizzazione; tuttavia, esse sono gestite e mantenute dai singoli stati o da autorità per la riscossione del pedaggio. Nel 2013, lo sviluppo della rete autostradale statunitense era di 77017 km.
La rete autostradale connette tra loro tutte le principali città degli Stati Uniti; a differenza di ciò che avviene in altri paesi industrializzati, per esempio in Europa, dove le autostrade non attraversano i centri storici ma al massimo le periferie, fungendo in tal caso da tangenziali, alcune autostrade statunitensi si addentrano nei centri urbani. Questo fatto è correlato al modello di espansione urbana diffuso negli Stati Uniti, noto come urban sprawl, in cui l'automobile ad uso privato è il mezzo di trasporto più utilizzato.

Mappa del sistema autostradale degli Stati Uniti d'America

## Storia
La rete autostradale americana fu progressivamente creata a partire dal 1956, quando fu emanato il Federal-Aid Highway Act con il quale il governo federale iniziò a finanziare la costruzione di nuove autostrade. Tra i maggiori sostenitori del progetto furono lo stesso presidente Eisenhower (ispirato dalle Autobahn tedesche) e le principali case automobilistiche americane. La nuova rete autostradale era ritenuta una componente essenziale del sistema di difesa degli Stati Uniti, in quanto era in grado di supportare il dispiego di truppe e rifornimenti militari sul territorio, in caso di conflitto.
In realtà l'intenzione da parte del governo americano di realizzare un sistema federale di autostrade risale a più di trent'anni prima, precisamente al 1921. In quell'occasione, il Bureau of Public Roads (una divisione del Dipartimento ai Trasporti che si occupava della gestione delle strade statali) incaricò l'esercito di redigere una mappa delle autostrade che si riteneva fossero necessarie per la difesa nazionale.
Anche se la costruzione di nuove autostrade continua tuttora, la rimozione dell'ultimo cantiere sulla Interstate 90 in Idaho, avvenuta il 15 settembre 1991, può essere considerata come il completamento dell'Interstate Highway System. La realizzazione dell'intero sistema ha comportato un costo complessivo di 114 miliardi di dollari (che in realtà, considerata l'inflazione, salgono a 425 miliardi di dollari) e 35 anni di lavori. Il costo stimato nel 1956 era invece di soli 25 miliardi di dollari e la durata prevista di 12 anni.

## Caratteristiche

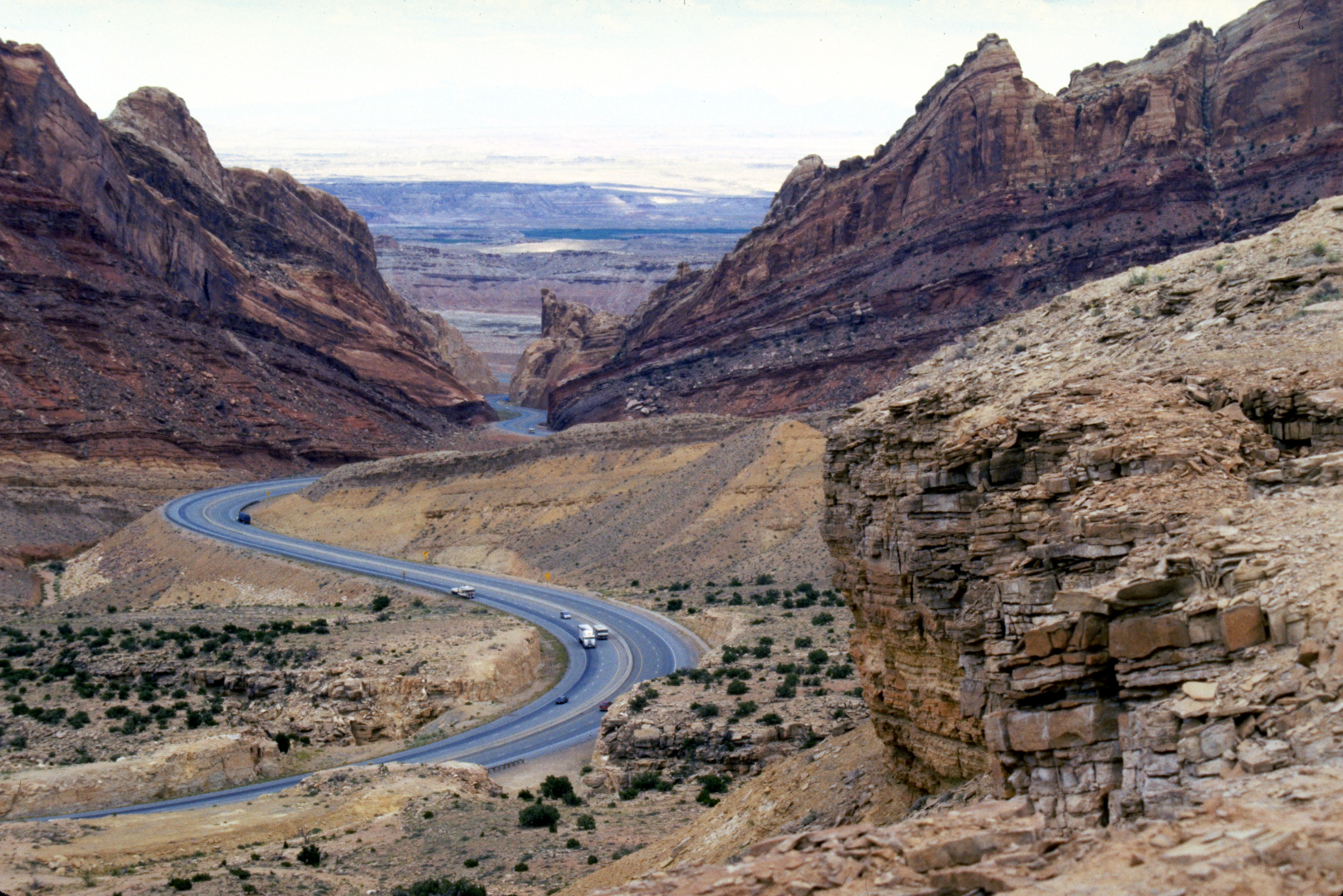
Suggestiva immagine della Interstate 70 nello Utah.

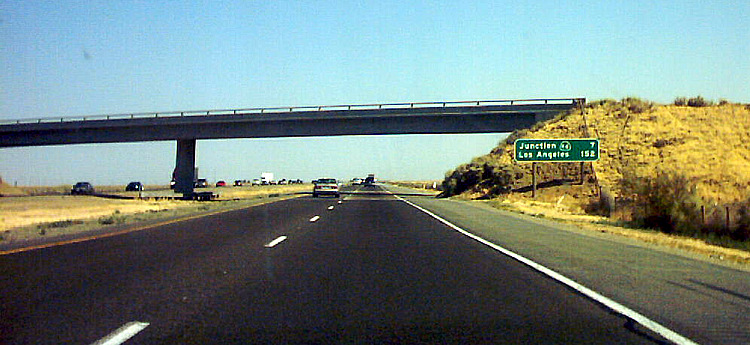
LInterstate 5, in California.

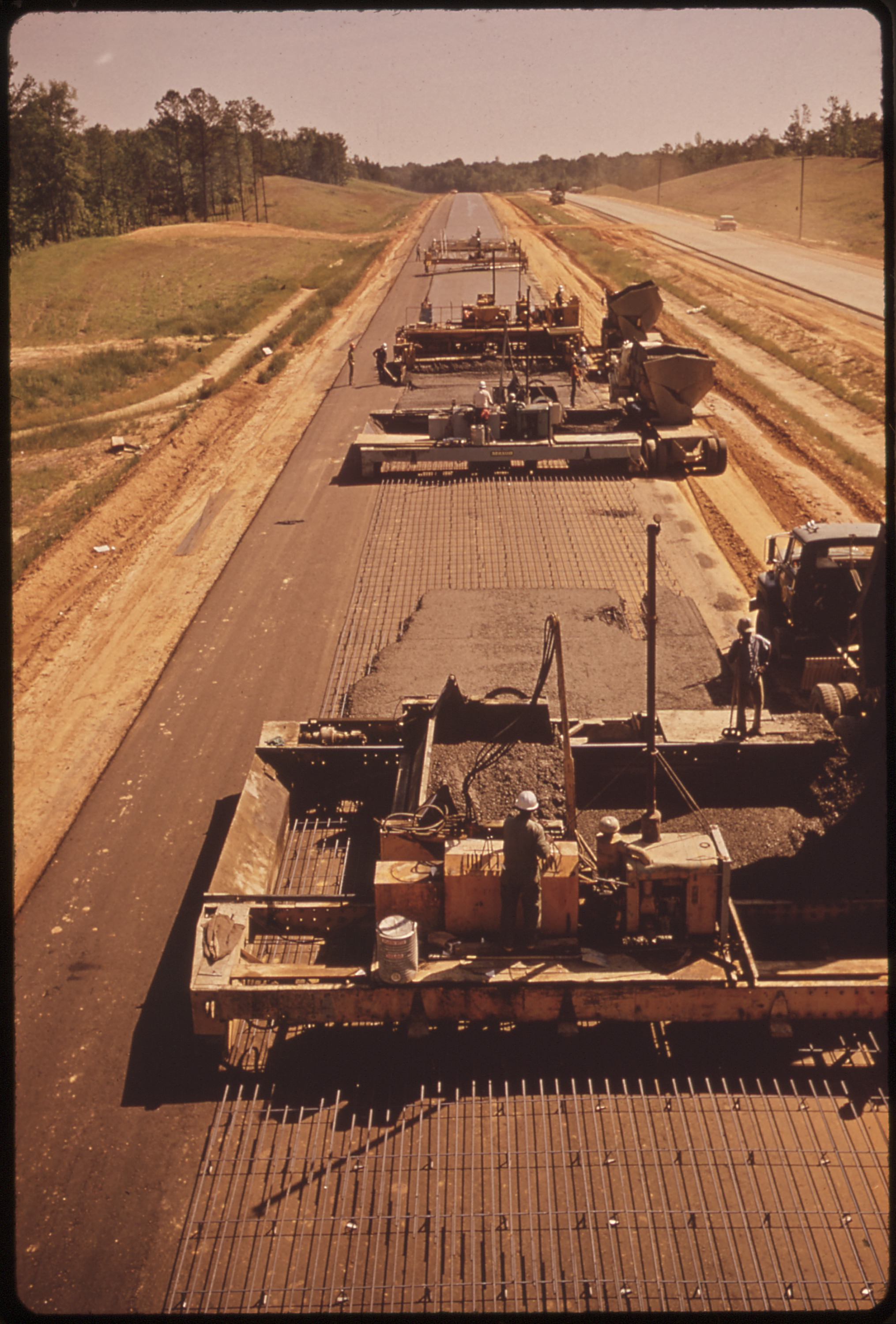
I-55 in fase di costruzione nello Stato del Mississippi, foto del maggio 1972.

Le autostrade facenti parte dell'Interstate Highway System devono rispettare le norme stabilite da un ente governativo federale, l'AASHTO (American Association of Highway and Trasportation Officials, che si traduce in associazione americana per le norme ufficiali delle strade e dei trasporti).
Molte di queste caratteristiche sono comuni allo standard autostradale di molti altri paesi: controllo degli accessi, completa assenza di intersezioni a raso e passaggi a livello, carreggiate separate e almeno due corsie per ogni senso di marcia.
Altri parametri riguardano la larghezza minima delle corsie (3,60 m) e delle banchine laterali (3 m esterna e 1,2 m interna), la forma e le dimensioni dello spartitraffico centrale (almeno 3 m in aree urbane e almeno 11 m in aree rurali, con o senza barriera), la pendenza massima (6% in aree montuose o urbane collinari).
Infine altre disposizioni riguardano l'altezza minima delle strutture (ponti, gallerie, ecc.) dal piano stradale e la pendenza orizzontale della pavimentazione, al fine di drenare correttamente la pioggia, e limitazioni al numero di connessioni con la viabilità ordinaria (la distanza tra due svincoli consecutivi non deve essere inferiore ai 5 km in aree rurali e ai 1,6 km in aree urbane).
I limiti di velocità applicati ai veicoli che circolano sulla rete sono fissati dal codice stradale in vigore nei vari stati. Ad ogni modo il limite di velocità sulle autostrade urbane varia tra le 50 e le 65 miglia orarie (cioè tra gli 80 e i 105 chilometri all'ora), mentre sulle autostrade extraurbane varia tra le 65 e le 80 miglia orarie (cioè tra i 100 e i 130 chilometri all'ora).

## Numerazione
Le autostrade della rete interstatale statunitense sono identificate dalla lettera I seguita da un numero identificativo a una, due oppure tre cifre. Questo sistema di numerazione fu introdotto nel 1957 dall'AASHTO, che tuttora è responsabile dell'assegnazione dei numeri alle nuove autostrade che entrano a far parte della rete, eccezion fatta per i casi in cui il numero di una certa strada è imposto per legge federale.

Schema di numerazione delle autostrade federali degli Stati Uniti d'America

### Percorsi principali
La maggior parte delle strade che compongono il sistema ha un numero a due cifre (le uniche che detengono un numero a una sola cifra sono la I-4, la I-5 e la I-8), mentre i numeri a tre cifre sono destinati alle diramazioni.

Per l'assegnazione del numero è seguito un criterio geografico: le strade che seguono un andamento nord-sud hanno numero dispari, che incrementa procedendo da ovest verso est; le arterie est-ovest hanno invece numero pari, che incrementa da sud verso nord. Le autostrade con numero multiplo di 5 sono considerate, salvo qualche eccezione, le dorsali principali del sistema (per esempio la I-5 segue l'intera costa occidentale degli Stati Uniti dal confine con il Canada a quello con il Messico, mentre la I-90 attraversa il continente da Seattle sulla costa pacifica a Boston sulla costa atlantica).

Alla regola di numerazione esiste qualche eccezione: nella fattispecie, non esistono né una I-50 né una I-60 così come non sono stati assegnati i numeri pari tra 46 e 62, il più delle volte per evitare ambiguità nel caso in cui esisteva già, nel medesimo stato, una strada statale con lo stesso numero. Non sono rari, inoltre, i casi in cui un solo tratto autostradale fa parte di due o più percorsi (in questo caso si parla di numerazione concorrente). L'eccezione più vistosa alla regola di numerazione è la non univocità dei numeri, in quanto esistono (seppur agli estremi opposti del continente) coppie di autostrade che hanno il medesimo numero, ossia la I-76, la I-84, la I-86 e la I-88. Questa ambiguità esiste sin dagli anni settanta quando il sistema di numerazione subì una revisione.

### Diramazioni

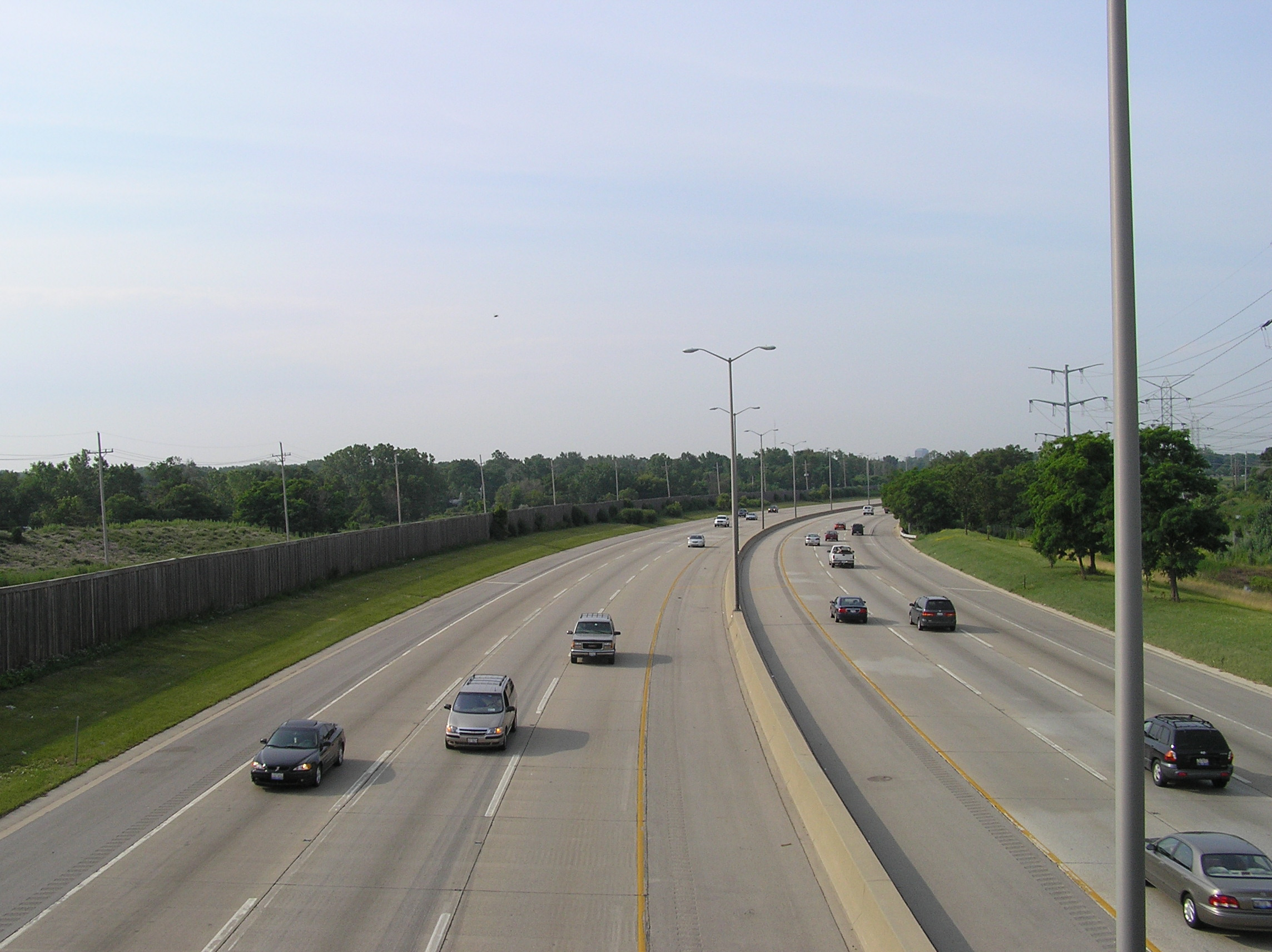
LInterstate 355, che è a pedaggio, è una diramazione della Interstate 55.

Alle diramazioni autostradali (in inglese auxiliary routes) è solitamente assegnato un numero a tre cifre, qualora l'ente gestore non abbia ritenuto di classificare la diramazione come un'autostrada a sé stante (e in tal caso assegnarvi un numero a due cifre).
Le diramazioni autostradali si dividono in due categorie: i raccordi autostradali (spur routes) e le varianti (loop routes). Per raccordo si intende un segmento di autostrada che, staccatosi da una interstate highway, va a connettersi con la rete stradale ordinaria; la prima cifra del suo numero è dispari e le altre due cifre coincidono con il numero dell'autostrada principale dalla quale si dirama. Una variante è invece un segmento di autostrada che si stacca dal percorso principale e vi si riconnette successivamente; in questo caso la prima cifra è pari.

Nel caso di "bretelle" autostradali (vale a dire raccordi autostradali che connettono tra loro due diverse interstate highways) non esiste una regola di classificazione precisa e ogni singolo stato può decidere se considerarla una spur (assegnandovi quindi la prima cifra dispari) oppure loop (prima cifra pari).

### Diramazioni urbane
Oltre alle diramazioni autostradali, che costituiscono a loro volta autostrade vere e proprie, il sistema identifica per ogni Interstate Highway una serie di diramazioni e raccordi non necessariamente di tipo autostradale. Tali percorsi, definiti Business routes, sono solitamente brevi raccordi che si staccano dal percorso principale dell'autostrada e si addentrano nell'area urbana di una città, giungendo sino al suo "centro storico" (Central Business District, da cui il nome).
Qualora il raccordo si ricongiunga successivamente con la medesima autostrada, è denominato Business loop, altrimenti è classificato Business spur.
In alcune occasioni, raccordi di questo genere corrispondono al vecchio tracciato dell'autostrada principale che, all'epoca della sua costruzione, attraversava i quartieri centrali della città. Con la successiva espansione urbana in direzione delle periferie e la realizzazione di passanti esterni all'area urbanizzata, i vecchi percorsi vennero declassati e assunsero la classificazione di Business route.
Le diramazioni urbane sono identificate da un simbolo dalla forma identica a quello di una Interstate Highway (scudetto a quattro punte), ma completamente colorato in verde e sul quale è riportato il numero dell'autostrada da cui prende origine, sormontato dall'indicazione "Business".

### Alaska, Isole Hawaii e Porto Rico
Nello stato delle Hawaii esistono autostrade che fanno parte ufficialmente del sistema, realizzate secondo le normative dell'AASHTO ma che seguono un sistema di numerazione a sé stante. Le autostrade hawaiane sono indicate dalla lettera H seguita da un numero a una o due cifre.
In Alaska e Porto Rico (che non è uno stato dell'unione bensì un territorio non incorporato) vi sono strade realizzate e mantenute grazie al programma Interstate Highway, ma che sono segnate come tali solo sulla carta, non essendo parte del sistema. Tali strade seguono quindi un criterio di numerazione interno.